# زنبورخوار گلوخرمایی
زنبورخوار ایرانی یا زنبورخوار گلوخرمایی (با نام علمی Merops Persicus) که در انگلیسی به آن زنبورخوار گونه‌آبی نیز گفته می‌شود، پرنده‌ای از راستهٔ سبزقباسانان و تیرهٔ زنبورخواران است. زیستگاه این پرنده گستره‌ای از شمال آفریقا و خاورمیانه از شرق ترکیه تا قزاقستان و ایران وهندوستان را دربر می‌گیرد. این پرنده مهاجر بوده و زمستان‌ها را در مناطق گرمسیری آفریقا سپری می‌کند اما جمعیت‌هایی نیز از زنبورخوارهای گلوخرمایی هستند که سراسر سال را در یک منطقهٔ جغرافیایی در قارهٔ آفریقا موسوم به ساحل می‌گذرانند و در همان‌جا نیز به زادآوری می‌پردازند.

## ویژگی‌ها
زنبورخوار گلوخرمایی نیز مانند دیگر زنبورخواران دارای پرهایی رنگارنگ و جثه‌ای باریک و کشیده‌است. این پرنده کمی بزرگتر از زنبورخوار اروپایی بوده و طولش به ۳۰ سانتی‌متر می‌رسد. بیشتر پرهای پرنده سبزرنگ است و در ناحیهٔ صورت نوار چشمی‌ای سیاه و گونه‌هایی آبی رنگ دارد. گلوی پرنده زرد و قهوه‌ای است و منقار آن سیاه است. سطح زیرین بال‌ها تقریباً خرمایی است و دو شاهپر بلند وسط دم تقریباً ۷ سانتی‌متر دیگر به طول پرنده می‌افزاید.

## تغذیه
غذای اصلی زنبورخوار گلوخرمایی را حشرات به ویژه زنبور معمولی، زنبور بی‌عسل و زنبور قرمز تشکیل می‌دهد. با این حال گمان می‌رود که سنجاقک بخش بیشتری از شکارهای این گونه از زنبورخوارها را تشکیل دهد. سیم‌های تلفن درصورت وجود بهترین کمینگاه برای زنبورخوار گلوخرمایی برای حمله و گرفتن شکارش است.

## زیستگاه
این پرنده در مناطق نیمه‌گرمسیری و نیمه‌بیابانی که دارای تعداد کمی درخت مانند آکاسیا باشد زندگی می‌کند و زمستان‌ها را در علفزارها و زمین‌های جنگلی باز می‌گذراند. در ایران نیز این پرنده در شمال کشور به تعداد زیاد یافت می‌شود و در تابستان‌ها می‌توان آن‌ها را در جزایر قلمرو استان هرمزگان همچون جزیره فرور دید.

## لانه‌سازی و زادآوری
زنبورخوار گلوخرمایی معمولاً به‌صورت تکی یا در کلونی‌های کم‌جمعیت که بیش از ۱۰ پرنده را شامل نمی‌شود، به آشیان‌سازی می‌پردازد. همچنین این پرنده ممکن است مبادرت به لانه‌سازی در کلونی‌های زنبورخوارهای معمولی نماید. او آشیانه‌اش را در سواحل ماسه‌ای، دیواره‌های خاکی، صخره‌های کوتاه یا سواحل دریای مازندران با حفر تونلی دراز به طول ۱ تا ۳ متر می‌سازد و بین ۴ تا ۸ (معمولاً ۶ یا ۷) تخم سفید کروی‌شکل در آن می‌گذارد. هر دو پرندهٔ نر و ماده به مراقبت از تخم‌ها می‌پردازند اما پرندهٔ ماده شب‌ها به تنهایی بر روی تخم‌ها می‌نشیند. جوجه‌ها در فاصلهٔ ۲۳ تا ۲۶ روز از زمان تخم‌گذاری بیرون می‌آیند.

## نگارخانه

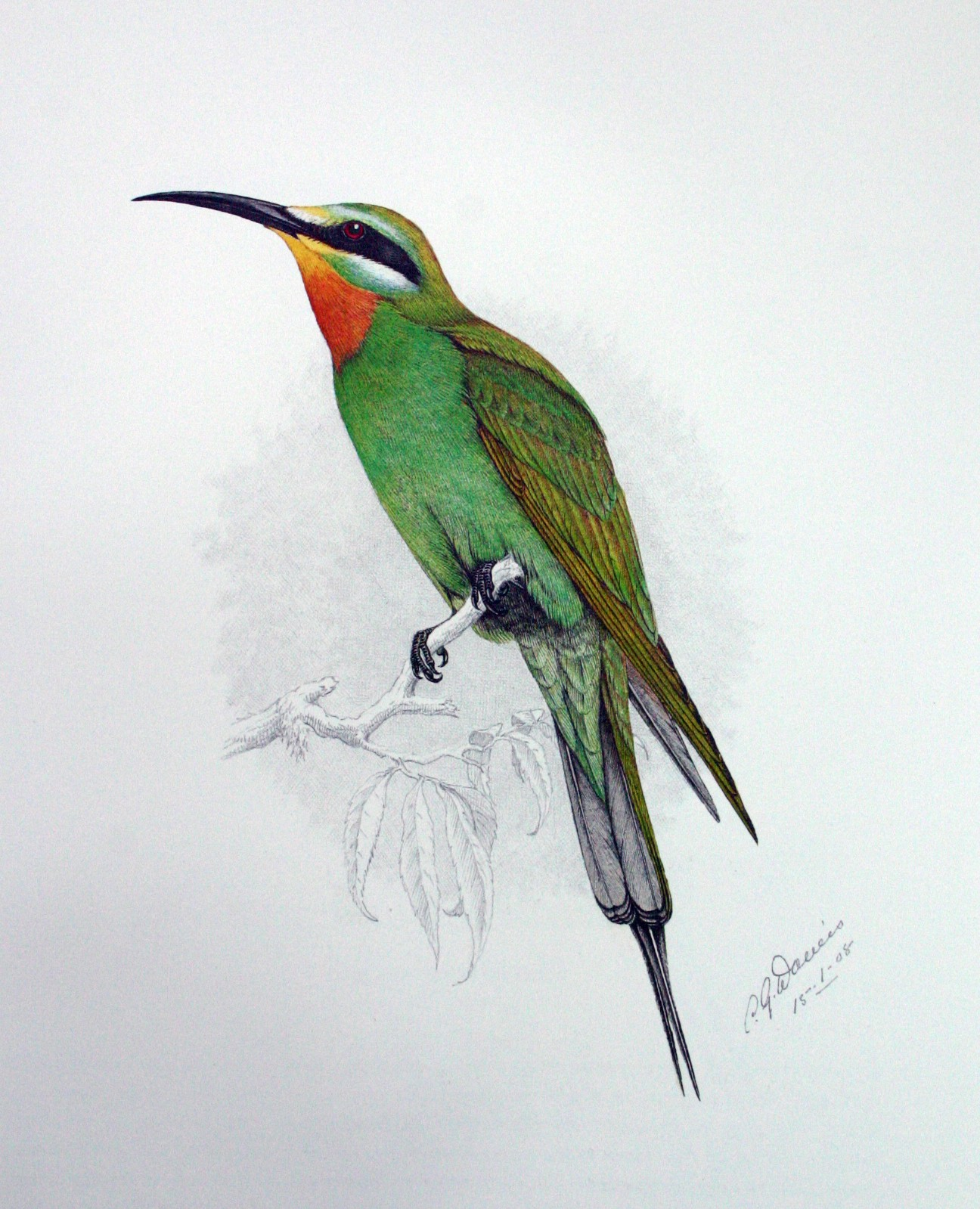
نقاشی‌ای از زنبورخوار گلوخرمایی بالغ ماده
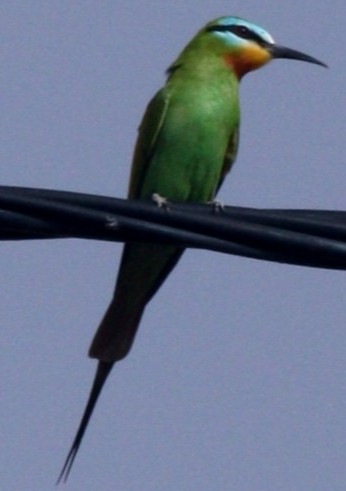
زنبورخوار گلوخرمایی
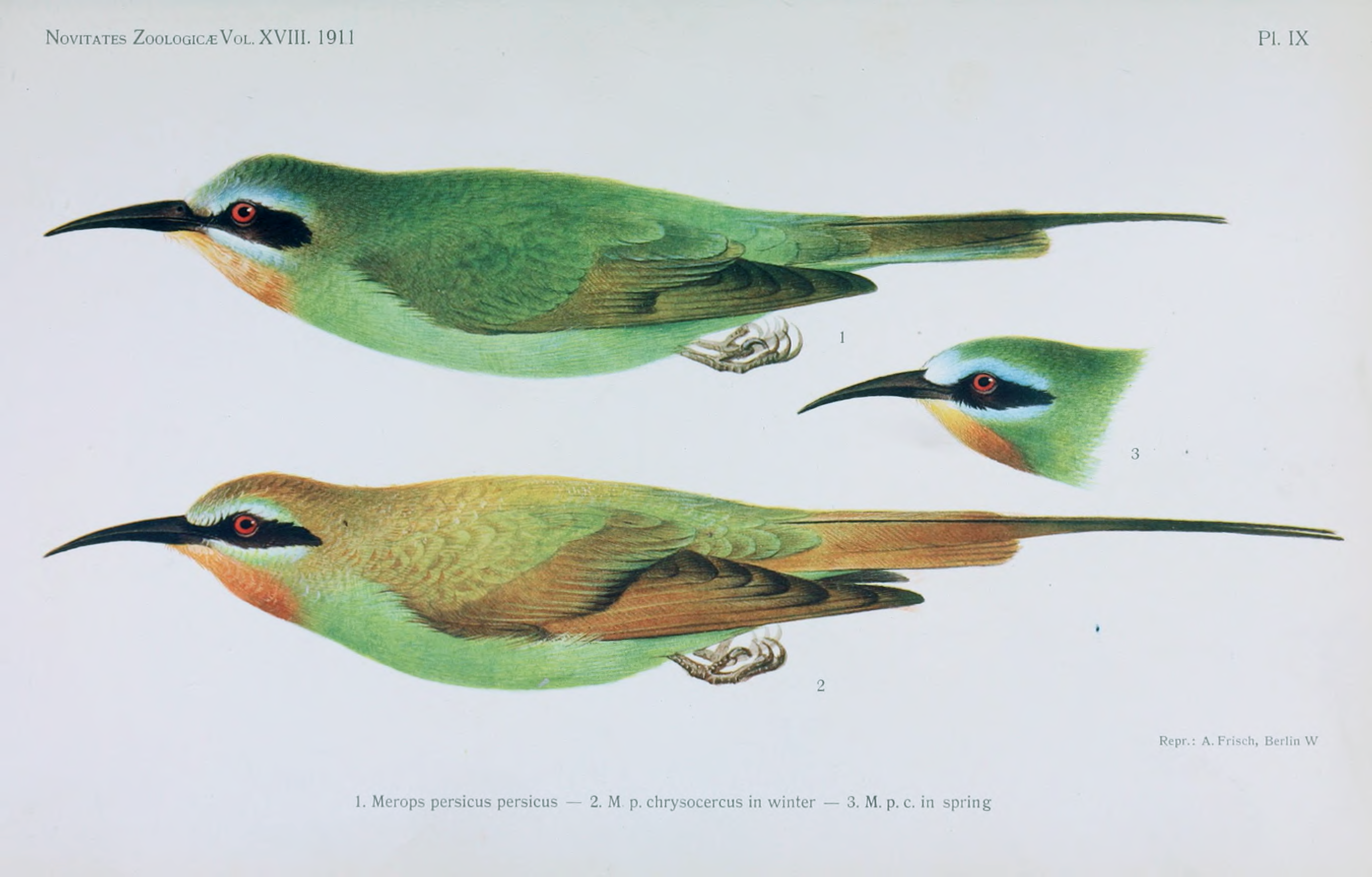
تغییر رنگ پرهای پرنده در زمستان (۲) و بهار (۳)
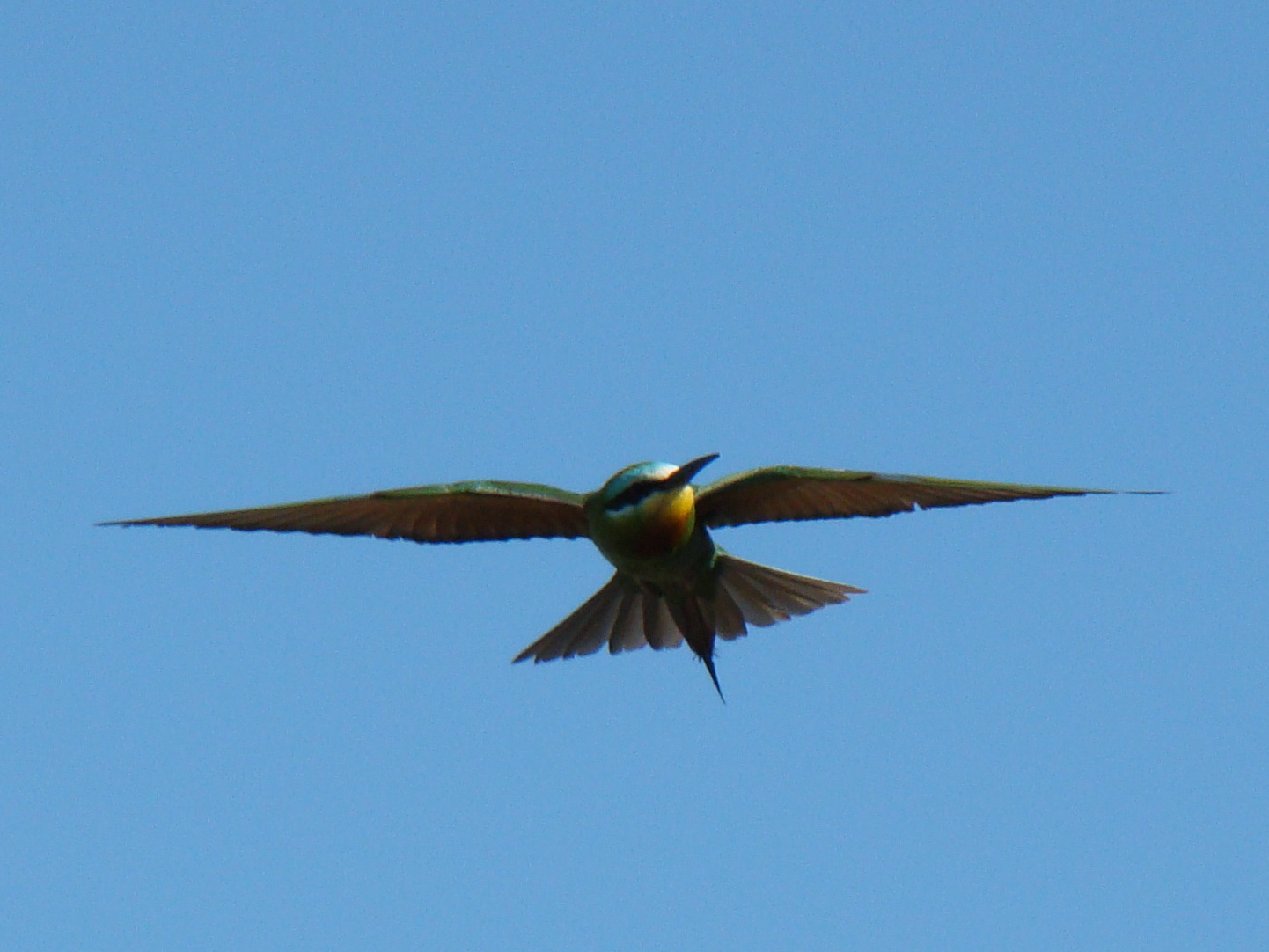
زنبورخوار گلوخرمایی در حال پرواز
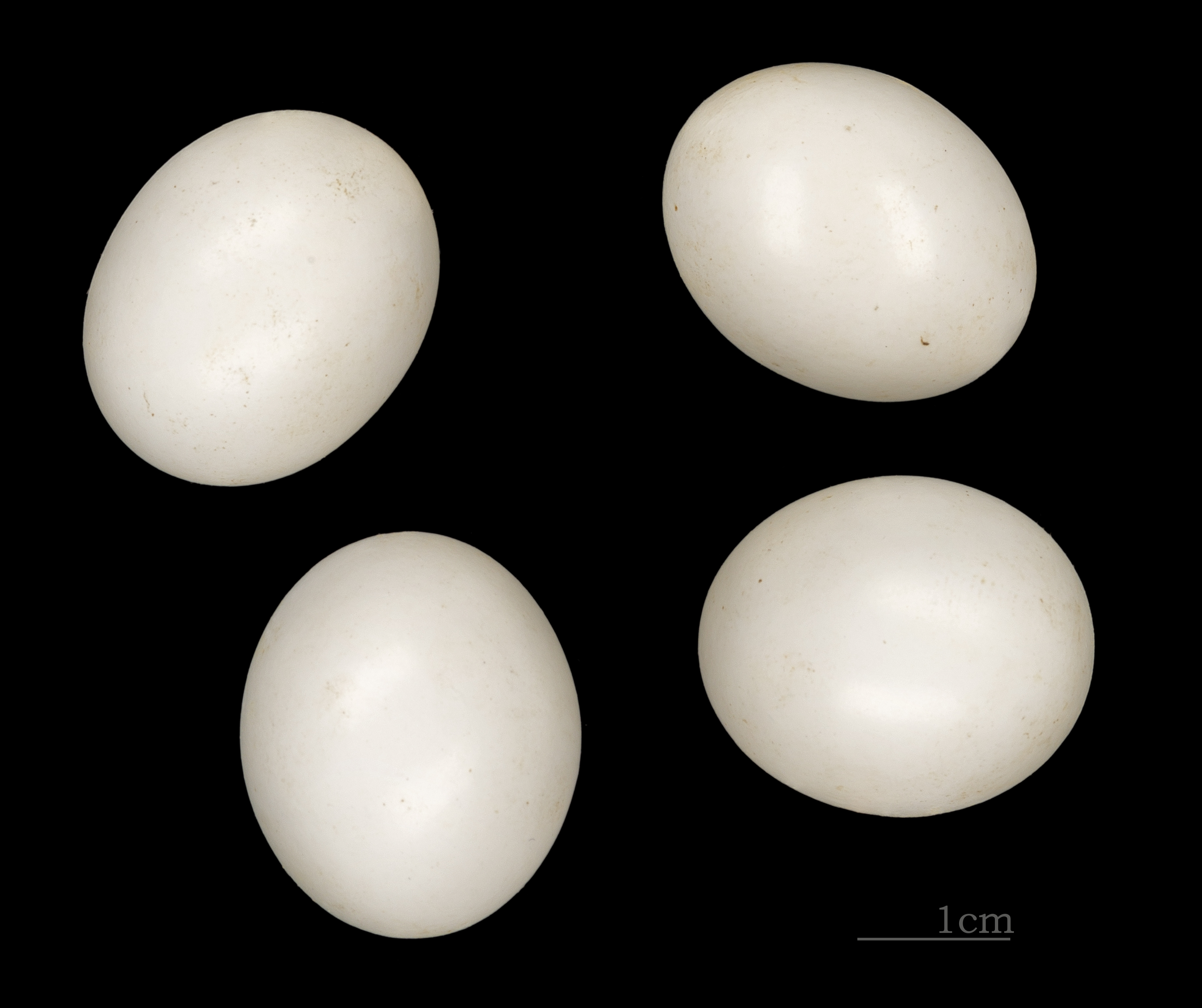